# La Sal Mountains
La Sal Mountains – pasmo górskie w Ameryce Północnej, na obszarze Stanów Zjednoczonych, wchodzące w skład Kordylierów. Położone na terenie Wyżyny Kolorado, na pograniczu stanów Utah (74%) i Kolorado (26%). 
Główny łańcuch rozciąga się południkowo, a długość pasma w kierunku północ-południe wynosi 83 km, natomiast szerokość 70 km. Najwyższym szczytem jest Mount Peale, osiągający wysokość 3877 m n.p.m.

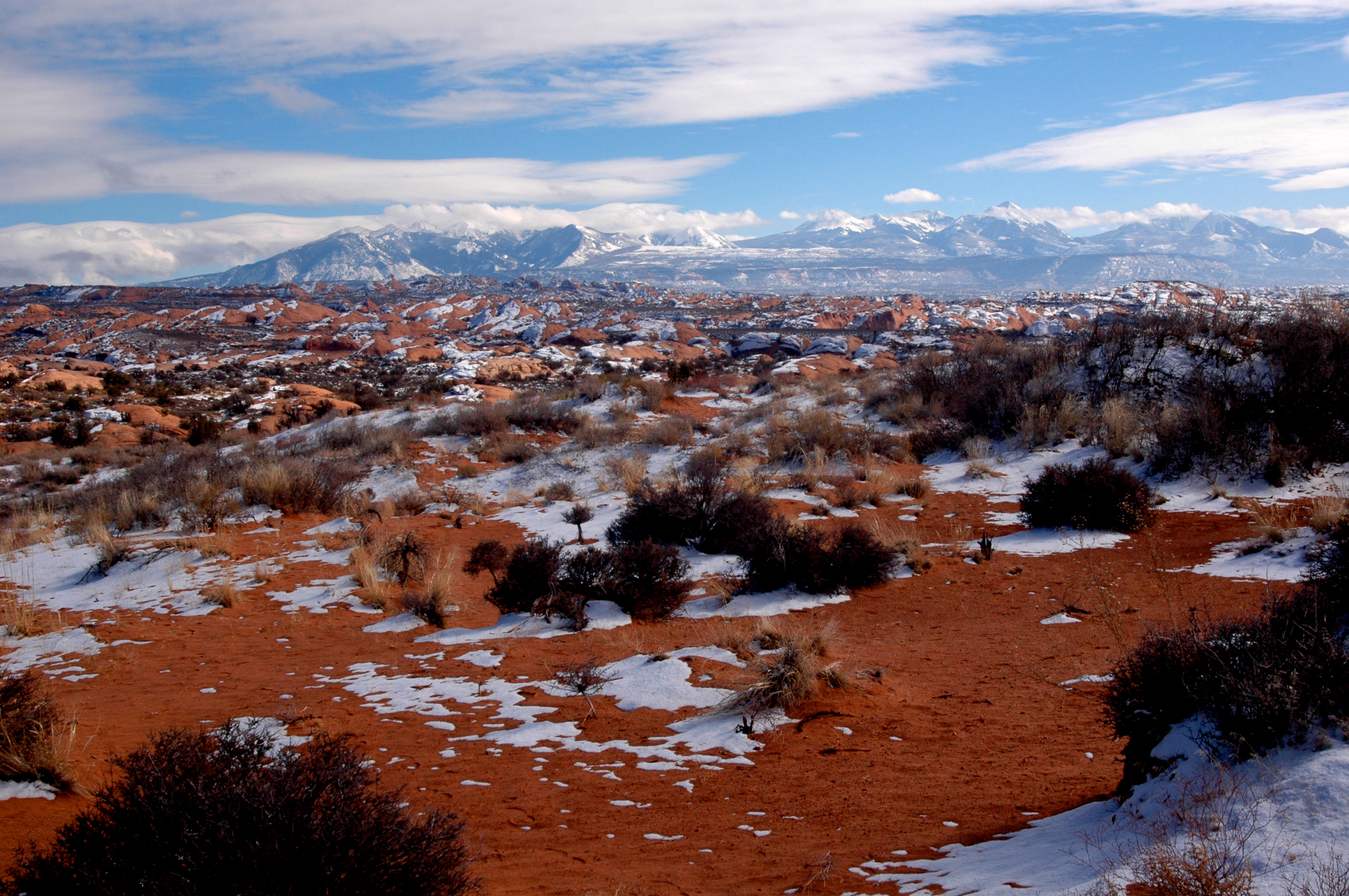
Widok na góry z wjazdu do Parku Narodowego Arches

Góry La Sal Mountains są drugim pod względem wysokości pasmem w stanie Utah (po Uinta Mountains). Są często podziwianym pasmem górskim ze względu na ich doskonałą widoczność z bardzo popularnych parków narodowych Arches i Canyonlands, tym bardziej że aż 12 szczytów przekracza wysokość 3650 m n.p.m., z co najmniej 100 metrowym przewyższeniem.
Nazwę górom nadała ekspedycja badawcza (Dominguez–Escalante) przeprowadzona w 1776 roku przez dwóch hiszpańskich franciszkanów. Nazwa góry solne najprawdopodobniej spowodowana była błędnym przeświadczeniem, że góry w tym klimacie nie mogły być pokryte śniegiem, lecz solą i dlatego szczyty z daleka były białe. Temperatura latem w tym rejonie często przekracza 40 °C. Późniejsze odkrycie pokładów soli w dolinach otaczających góry zainspirowało badaczy do innej hipotezy, a mianowicie iż nazwa pochodzi od tychże pokładów soli.

## Geografia
Góry La Sal Mountains prawie w całości są objęte ograniczeniem działalności człowieka i wchodzą w skład obszaru chronionego o statusie United States National Forest. Nazwa obszaru to Manti-La Sal National Forest. Obszar chroniony został utworzony w latach 1906-1907 decyzją prezydenta Theodore’a Roosvelta. W połowie XX wieku obszar dwukrotnie powiększono. Obecnie cały obszar obejmuje około 5700 km².
Łańcuch La Sal zbudowany jest ze skał magmowych, które w wyniku działalności wulkanicznej zostały przepchnięte przez istniejące wcześniej skały osadowe, które tworzą pozostałą część Płaskowyżu Kolorado. Linia drzew rozciąga się do około 3 tys. metrów nad poziom morza (w zależności od wystawy), a powyżej są trawiaste stoki tundrowe, na których znajduje się wiele dzikich roślin kwitnących, w tym kilka gatunków endemicznych. Góry pokryte są śniegiem do czerwca, jednak na szczytach pokrywę śnieżno-lodową można spotkać przez cały rok.

## Turystyka
Mimo iż góry objęte są ochroną to jest do nich dostęp dla turystów. Na szczyty i wierzchołki prowadzi szereg szlaków. Zdobywanie wierzchołków w okresie do lipca wymaga specjalistycznego sprzętu ze względu na oblodzenie. Istnieją także trasy wspinaczkowe, dostępne wyłącznie przy użyciu sprzętu alpinistycznego. Na terenie gór wyznaczone są miejsca kempingowe. Samochodem do gór najlepszy dostęp jest drogą U.S. 191, która wraz z lokalną drogą UT 128 tworzy malowniczą, widokową pętlę (ang. La Sal Mountain Loop Road), o długości 108 km, wijącą się pomiędzy La Sal Mountains a parkiem narodowym Arches.

## Najwyższe szczyty La Sal Mountains
- Mount Peale – 3877 m n.p.m.[2]
- Mount Mellenthin – 3854 m n.p.m.
- Mount Tukuhnikivatz – 3805 m n.p.m.
- Mount Waas – 3758 m n.p.m.
- Manns Peak – 3741 m n.p.m.
- Mount Laurel – 3740 m n.p.m.
- Mount Tomasaki – 3730 m n.p.m.
- Pilot Mountain – 3719  m n.p.m.
- Green Mountain – 3707 m n.p.m.
- Little Tuk – 3672  m n.p.m.